# Marino Marić
Marino Marić (Mostar, 1. lipnja 1990.) hrvatski je rukometaš. Trenutno nastupa za MT Melsungen i Hrvatsku rukometnu reprezentaciju.

## Klupska karijera
Odlaskom starijih igrača RK Zagreba završetkom sezone 2011./12. Marić postaje jedan od ključnih igrača Zagreba te njegova velika budućnost. Karijeru je nastavio u Sloveniji u Mariboru. Iste godine otišao je u MT Melsungen.

## Reprezentativna karijera
Igrao je za Hrvatsku na juniorskom svjetskom prvenstvu 2009. godine, gdje je osvojio zlato. Zbog tog uspjeha, hrvatska juniorska reprezentacija dobila je 2009. nagradu Dražen Petrović. 
Zbog prejake konkurencije u hrvatskoj reprezentaciji nije mogao odmah dobiti prigodu igrati u prvoj postavi seniorske reprezentacije.
Za seniorsku reprezentaciju igrao je u kvalifikacijama za EP 2012. godine. S reprezentacijom je također nastupio na Europskom prvenstvu u Srbiji 2012., Svjetskom prvenstvu u Španjolskoj 2013. te na Mediteranskim igrama 2013. gdje je ostvario odlične uspjehe.
Godine 2016. s hrvatskom reprezentacijom osvojio je brončanu medalju na Europskom prvenstvu u Poljskoj, a godine 2020. srebrnu medalju na Europskom prvenstvu u Austriji, Norveškoj i Švedskoj.

## Vanjske poveznice
- Eurohandball

## Sastavi
| Sastav hrvatske rukometne reprezentacije na SP u Španjolskoj 2013. (3. mjesto) | Sastav hrvatske rukometne reprezentacije na SP u Španjolskoj 2013. (3. mjesto) | Sastav hrvatske rukometne reprezentacije na SP u Španjolskoj 2013. (3. mjesto) |
| --- | ------------------------------------------------------------------------------ | ------------------------------------------------------------------------------ |
| |                                                                                |                                                                                |
| 25 Mirko Alilović \| 20 Damir Bičanić \| 27 Ivan Čupić \| 5 Domagoj Duvnjak \| 10 Jakov Gojun \| 13 Zlatko Horvat \| 16 Filip Ivić \| 8 Marko Kopljar \| 6 Blaženko Lacković \| 23 Stipe Mandalinić \| 3 Marino Marić \| 28 Željko Musa \| 29 Ivan Ninčević \| 7 Luka Stepančić \| 17 Lovro Šprem \| 26 Manuel Štrlek \| Kapetan: 9 Igor Vori \| 14 Drago Vuković \| Izbornik: Slavko Goluža |                                                                                |                                                                                |

| Sastav hrvatske rukometne reprezentacije na SP u Španjolskoj 2013. (3. mjesto) | Sastav hrvatske rukometne reprezentacije na SP u Španjolskoj 2013. (3. mjesto) | Sastav hrvatske rukometne reprezentacije na SP u Španjolskoj 2013. (3. mjesto) |
| --- | ------------------------------------------------------------------------------ | ------------------------------------------------------------------------------ |
| |                                                                                |                                                                                |
| 25 Mirko Alilović \| 20 Damir Bičanić \| 27 Ivan Čupić \| 5 Domagoj Duvnjak \| 10 Jakov Gojun \| 13 Zlatko Horvat \| 16 Filip Ivić \| 8 Marko Kopljar \| 6 Blaženko Lacković \| 23 Stipe Mandalinić \| 3 Marino Marić \| 28 Željko Musa \| 29 Ivan Ninčević \| 7 Luka Stepančić \| 17 Lovro Šprem \| 26 Manuel Štrlek \| Kapetan: 9 Igor Vori \| 14 Drago Vuković \| Izbornik: Slavko Goluža |                                                                                |                                                                                |

| Sastav hrvatske rukometne reprezentacije do 19 godina na SP u Tunisu 2009. (1. mjesto) | Sastav hrvatske rukometne reprezentacije do 19 godina na SP u Tunisu 2009. (1. mjesto) | Sastav hrvatske rukometne reprezentacije do 19 godina na SP u Tunisu 2009. (1. mjesto) |
| --- | -------------------------------------------------------------------------------------- | -------------------------------------------------------------------------------------- |
| |                                                                                        |                                                                                        |
| 1 – Alen Grd \| 2 – Damir Vučko \| 4 – Luka Sokolić \| 5 – Krešimir Ledinski \| 6 – Ivan Belfinger \| 7 – Dario Černeka \| 8 – Marino Marić \| 9 – Vedran Huđ \| 10 – Robert Markotić \| 12 – Ante Vukas \| 13 – Krešimir Kozina \| 14 – Luka Stepančić \| 16 – Josip Pivac \| 17 – Lovro Šprem \| 19 – Nikola Špelić \| 20 – Ivan Slišković \| Izbornik: Vladimir Canjuga |                                                                                        |                                                                                        |

| Sastav hrvatske rukometne reprezentacije do 19 godina na SP u Tunisu 2009. (1. mjesto) | Sastav hrvatske rukometne reprezentacije do 19 godina na SP u Tunisu 2009. (1. mjesto) | Sastav hrvatske rukometne reprezentacije do 19 godina na SP u Tunisu 2009. (1. mjesto) |
| --- | -------------------------------------------------------------------------------------- | -------------------------------------------------------------------------------------- |
| |                                                                                        |                                                                                        |
| 1 – Alen Grd \| 2 – Damir Vučko \| 4 – Luka Sokolić \| 5 – Krešimir Ledinski \| 6 – Ivan Belfinger \| 7 – Dario Černeka \| 8 – Marino Marić \| 9 – Vedran Huđ \| 10 – Robert Markotić \| 12 – Ante Vukas \| 13 – Krešimir Kozina \| 14 – Luka Stepančić \| 16 – Josip Pivac \| 17 – Lovro Šprem \| 19 – Nikola Špelić \| 20 – Ivan Slišković \| Izbornik: Vladimir Canjuga |                                                                                        |                                                                                        |

| Sastav hrvatske rukometne reprezentacije na SP u Španjolskoj 2013. (3. mjesto) | Sastav hrvatske rukometne reprezentacije na SP u Španjolskoj 2013. (3. mjesto) | Sastav hrvatske rukometne reprezentacije na SP u Španjolskoj 2013. (3. mjesto) |
| --- | ------------------------------------------------------------------------------ | ------------------------------------------------------------------------------ |
| |                                                                                |                                                                                |
| 25 Mirko Alilović \| 20 Damir Bičanić \| 27 Ivan Čupić \| 5 Domagoj Duvnjak \| 10 Jakov Gojun \| 13 Zlatko Horvat \| 16 Filip Ivić \| 8 Marko Kopljar \| 6 Blaženko Lacković \| 23 Stipe Mandalinić \| 3 Marino Marić \| 28 Željko Musa \| 29 Ivan Ninčević \| 7 Luka Stepančić \| 17 Lovro Šprem \| 26 Manuel Štrlek \| Kapetan: 9 Igor Vori \| 14 Drago Vuković \| Izbornik: Slavko Goluža |                                                                                |                                                                                |

| Sastav hrvatske rukometne reprezentacije na SP u Španjolskoj 2013. (3. mjesto) | Sastav hrvatske rukometne reprezentacije na SP u Španjolskoj 2013. (3. mjesto) | Sastav hrvatske rukometne reprezentacije na SP u Španjolskoj 2013. (3. mjesto) |
| --- | ------------------------------------------------------------------------------ | ------------------------------------------------------------------------------ |
| |                                                                                |                                                                                |
| 25 Mirko Alilović \| 20 Damir Bičanić \| 27 Ivan Čupić \| 5 Domagoj Duvnjak \| 10 Jakov Gojun \| 13 Zlatko Horvat \| 16 Filip Ivić \| 8 Marko Kopljar \| 6 Blaženko Lacković \| 23 Stipe Mandalinić \| 3 Marino Marić \| 28 Željko Musa \| 29 Ivan Ninčević \| 7 Luka Stepančić \| 17 Lovro Šprem \| 26 Manuel Štrlek \| Kapetan: 9 Igor Vori \| 14 Drago Vuković \| Izbornik: Slavko Goluža |                                                                                |                                                                                |

| Sastav hrvatske rukometne reprezentacije do 19 godina na SP u Tunisu 2009. (1. mjesto) | Sastav hrvatske rukometne reprezentacije do 19 godina na SP u Tunisu 2009. (1. mjesto) | Sastav hrvatske rukometne reprezentacije do 19 godina na SP u Tunisu 2009. (1. mjesto) |
| --- | -------------------------------------------------------------------------------------- | -------------------------------------------------------------------------------------- |
| |                                                                                        |                                                                                        |
| 1 – Alen Grd \| 2 – Damir Vučko \| 4 – Luka Sokolić \| 5 – Krešimir Ledinski \| 6 – Ivan Belfinger \| 7 – Dario Černeka \| 8 – Marino Marić \| 9 – Vedran Huđ \| 10 – Robert Markotić \| 12 – Ante Vukas \| 13 – Krešimir Kozina \| 14 – Luka Stepančić \| 16 – Josip Pivac \| 17 – Lovro Šprem \| 19 – Nikola Špelić \| 20 – Ivan Slišković \| Izbornik: Vladimir Canjuga |                                                                                        |                                                                                        |

| Sastav hrvatske rukometne reprezentacije do 19 godina na SP u Tunisu 2009. (1. mjesto) | Sastav hrvatske rukometne reprezentacije do 19 godina na SP u Tunisu 2009. (1. mjesto) | Sastav hrvatske rukometne reprezentacije do 19 godina na SP u Tunisu 2009. (1. mjesto) |
| --- | -------------------------------------------------------------------------------------- | -------------------------------------------------------------------------------------- |
| |                                                                                        |                                                                                        |
| 1 – Alen Grd \| 2 – Damir Vučko \| 4 – Luka Sokolić \| 5 – Krešimir Ledinski \| 6 – Ivan Belfinger \| 7 – Dario Černeka \| 8 – Marino Marić \| 9 – Vedran Huđ \| 10 – Robert Markotić \| 12 – Ante Vukas \| 13 – Krešimir Kozina \| 14 – Luka Stepančić \| 16 – Josip Pivac \| 17 – Lovro Šprem \| 19 – Nikola Špelić \| 20 – Ivan Slišković \| Izbornik: Vladimir Canjuga |                                                                                        |                                                                                        |

| Sastav hrvatske rukometne reprezentacije na SP u Španjolskoj 2013. (3. mjesto) | Sastav hrvatske rukometne reprezentacije na SP u Španjolskoj 2013. (3. mjesto) | Sastav hrvatske rukometne reprezentacije na SP u Španjolskoj 2013. (3. mjesto) |
| --- | ------------------------------------------------------------------------------ | ------------------------------------------------------------------------------ |
| |                                                                                |                                                                                |
| 25 Mirko Alilović \| 20 Damir Bičanić \| 27 Ivan Čupić \| 5 Domagoj Duvnjak \| 10 Jakov Gojun \| 13 Zlatko Horvat \| 16 Filip Ivić \| 8 Marko Kopljar \| 6 Blaženko Lacković \| 23 Stipe Mandalinić \| 3 Marino Marić \| 28 Željko Musa \| 29 Ivan Ninčević \| 7 Luka Stepančić \| 17 Lovro Šprem \| 26 Manuel Štrlek \| Kapetan: 9 Igor Vori \| 14 Drago Vuković \| Izbornik: Slavko Goluža |                                                                                |                                                                                |

| Sastav hrvatske rukometne reprezentacije na SP u Španjolskoj 2013. (3. mjesto) | Sastav hrvatske rukometne reprezentacije na SP u Španjolskoj 2013. (3. mjesto) | Sastav hrvatske rukometne reprezentacije na SP u Španjolskoj 2013. (3. mjesto) |
| --- | ------------------------------------------------------------------------------ | ------------------------------------------------------------------------------ |
| |                                                                                |                                                                                |
| 25 Mirko Alilović \| 20 Damir Bičanić \| 27 Ivan Čupić \| 5 Domagoj Duvnjak \| 10 Jakov Gojun \| 13 Zlatko Horvat \| 16 Filip Ivić \| 8 Marko Kopljar \| 6 Blaženko Lacković \| 23 Stipe Mandalinić \| 3 Marino Marić \| 28 Željko Musa \| 29 Ivan Ninčević \| 7 Luka Stepančić \| 17 Lovro Šprem \| 26 Manuel Štrlek \| Kapetan: 9 Igor Vori \| 14 Drago Vuković \| Izbornik: Slavko Goluža |                                                                                |                                                                                |

| Sastav hrvatske rukometne reprezentacije do 19 godina na SP u Tunisu 2009. (1. mjesto) | Sastav hrvatske rukometne reprezentacije do 19 godina na SP u Tunisu 2009. (1. mjesto) | Sastav hrvatske rukometne reprezentacije do 19 godina na SP u Tunisu 2009. (1. mjesto) |
| --- | -------------------------------------------------------------------------------------- | -------------------------------------------------------------------------------------- |
| |                                                                                        |                                                                                        |
| 1 – Alen Grd \| 2 – Damir Vučko \| 4 – Luka Sokolić \| 5 – Krešimir Ledinski \| 6 – Ivan Belfinger \| 7 – Dario Černeka \| 8 – Marino Marić \| 9 – Vedran Huđ \| 10 – Robert Markotić \| 12 – Ante Vukas \| 13 – Krešimir Kozina \| 14 – Luka Stepančić \| 16 – Josip Pivac \| 17 – Lovro Šprem \| 19 – Nikola Špelić \| 20 – Ivan Slišković \| Izbornik: Vladimir Canjuga |                                                                                        |                                                                                        |

| Sastav hrvatske rukometne reprezentacije do 19 godina na SP u Tunisu 2009. (1. mjesto) | Sastav hrvatske rukometne reprezentacije do 19 godina na SP u Tunisu 2009. (1. mjesto) | Sastav hrvatske rukometne reprezentacije do 19 godina na SP u Tunisu 2009. (1. mjesto) |
| --- | -------------------------------------------------------------------------------------- | -------------------------------------------------------------------------------------- |
| |                                                                                        |                                                                                        |
| 1 – Alen Grd \| 2 – Damir Vučko \| 4 – Luka Sokolić \| 5 – Krešimir Ledinski \| 6 – Ivan Belfinger \| 7 – Dario Černeka \| 8 – Marino Marić \| 9 – Vedran Huđ \| 10 – Robert Markotić \| 12 – Ante Vukas \| 13 – Krešimir Kozina \| 14 – Luka Stepančić \| 16 – Josip Pivac \| 17 – Lovro Šprem \| 19 – Nikola Špelić \| 20 – Ivan Slišković \| Izbornik: Vladimir Canjuga |                                                                                        |                                                                                        |

| Sastav hrvatske rukometne reprezentacije na SP u Španjolskoj 2013. (3. mjesto) | Sastav hrvatske rukometne reprezentacije na SP u Španjolskoj 2013. (3. mjesto) | Sastav hrvatske rukometne reprezentacije na SP u Španjolskoj 2013. (3. mjesto) |
| --- | ------------------------------------------------------------------------------ | ------------------------------------------------------------------------------ |
| |                                                                                |                                                                                |
| 25 Mirko Alilović \| 20 Damir Bičanić \| 27 Ivan Čupić \| 5 Domagoj Duvnjak \| 10 Jakov Gojun \| 13 Zlatko Horvat \| 16 Filip Ivić \| 8 Marko Kopljar \| 6 Blaženko Lacković \| 23 Stipe Mandalinić \| 3 Marino Marić \| 28 Željko Musa \| 29 Ivan Ninčević \| 7 Luka Stepančić \| 17 Lovro Šprem \| 26 Manuel Štrlek \| Kapetan: 9 Igor Vori \| 14 Drago Vuković \| Izbornik: Slavko Goluža |                                                                                |                                                                                |

| Sastav hrvatske rukometne reprezentacije na SP u Španjolskoj 2013. (3. mjesto) | Sastav hrvatske rukometne reprezentacije na SP u Španjolskoj 2013. (3. mjesto) | Sastav hrvatske rukometne reprezentacije na SP u Španjolskoj 2013. (3. mjesto) |
| --- | ------------------------------------------------------------------------------ | ------------------------------------------------------------------------------ |
| |                                                                                |                                                                                |
| 25 Mirko Alilović \| 20 Damir Bičanić \| 27 Ivan Čupić \| 5 Domagoj Duvnjak \| 10 Jakov Gojun \| 13 Zlatko Horvat \| 16 Filip Ivić \| 8 Marko Kopljar \| 6 Blaženko Lacković \| 23 Stipe Mandalinić \| 3 Marino Marić \| 28 Željko Musa \| 29 Ivan Ninčević \| 7 Luka Stepančić \| 17 Lovro Šprem \| 26 Manuel Štrlek \| Kapetan: 9 Igor Vori \| 14 Drago Vuković \| Izbornik: Slavko Goluža |                                                                                |                                                                                |

| Sastav hrvatske rukometne reprezentacije do 19 godina na SP u Tunisu 2009. (1. mjesto) | Sastav hrvatske rukometne reprezentacije do 19 godina na SP u Tunisu 2009. (1. mjesto) | Sastav hrvatske rukometne reprezentacije do 19 godina na SP u Tunisu 2009. (1. mjesto) |
| --- | -------------------------------------------------------------------------------------- | -------------------------------------------------------------------------------------- |
| |                                                                                        |                                                                                        |
| 1 – Alen Grd \| 2 – Damir Vučko \| 4 – Luka Sokolić \| 5 – Krešimir Ledinski \| 6 – Ivan Belfinger \| 7 – Dario Černeka \| 8 – Marino Marić \| 9 – Vedran Huđ \| 10 – Robert Markotić \| 12 – Ante Vukas \| 13 – Krešimir Kozina \| 14 – Luka Stepančić \| 16 – Josip Pivac \| 17 – Lovro Šprem \| 19 – Nikola Špelić \| 20 – Ivan Slišković \| Izbornik: Vladimir Canjuga |                                                                                        |                                                                                        |

| Sastav hrvatske rukometne reprezentacije do 19 godina na SP u Tunisu 2009. (1. mjesto) | Sastav hrvatske rukometne reprezentacije do 19 godina na SP u Tunisu 2009. (1. mjesto) | Sastav hrvatske rukometne reprezentacije do 19 godina na SP u Tunisu 2009. (1. mjesto) |
| --- | -------------------------------------------------------------------------------------- | -------------------------------------------------------------------------------------- |
| |                                                                                        |                                                                                        |
| 1 – Alen Grd \| 2 – Damir Vučko \| 4 – Luka Sokolić \| 5 – Krešimir Ledinski \| 6 – Ivan Belfinger \| 7 – Dario Černeka \| 8 – Marino Marić \| 9 – Vedran Huđ \| 10 – Robert Markotić \| 12 – Ante Vukas \| 13 – Krešimir Kozina \| 14 – Luka Stepančić \| 16 – Josip Pivac \| 17 – Lovro Šprem \| 19 – Nikola Špelić \| 20 – Ivan Slišković \| Izbornik: Vladimir Canjuga |                                                                                        |                                                                                        |